# Getúlio Vargas
Getúlio Dornelles Vargas (tiếng Bồ Đào Nha]] phát âm: [ʒetuliu doɾnɛlis vaɾɡɐs]; 19 tháng 4 năm 1882 - 24 tháng 8 năm 1954) là Tổng thống của Brasil, đầu tiên là nhà độc tài từ năm 1930-1945, và trong một thời hạn bầu cử dân chủ từ năm 1951 cho đến khi tự tử vào năm 1954. Vargas đã lãnh đạo Brasil trong 18 năm, thời gian dài nhất trong các Tổng thống Brasil, và thời gian làm nguyên thủ quốc gia dài thứ nhì trong lịch sử Brasil, sau Hoàng đế Pedro II trong số những người đứng đầu của chính phủ. Ông ủng hộ chủ nghĩa dân tộc, tập trung, công nghiệp hóa, phúc lợi xã hội và chủ nghĩa dân túy - cho sau này, Vargas giành được biệt danh "O Pai dos Pobres" (Bồ Đào Nha cho "Cha của người nghèo"). Mặc dù thúc đẩy quyền của người lao động, Vargas là một người trung thành đường lối chống cộng sản.
Vargas đã được đưa lên quyền lực bởi các lực lượng bên ngoài chính trị và các vị trí cấp cao của các lực lượng vũ trang trong cuộc cách mạng năm 1930, một phản ứng đối với sự mất mát của mình trong các cuộc bầu cử gian lận trước đó. Việc vươn lên quyền lực của ông đã đánh dấu sự kết thúc của thiểu số chính trị Nền cộng hòa cũ. Ông đã thành công ảnh hưởng đến kết quả của cuộc bầu cử tổng thống Brasil năm 1934, và lập một chế độ độc tài nghiệp đoàn năm 1937 được gọi là Novo Estado ("Nhà nước mới"), kéo dài thời gian giữ quyền lực của mình. Vargas tiếp tục để xoa dịu và cuối cùng thống trị ủng hộ ông, và đẩy chương trình nghị sự chính trị của mình như là ông đã xây dựng một bộ máy tuyên truyền về hình ảnh của mình.